# ウゴトウヒレン
ウゴトウヒレン（羽後塔飛廉、学名：Saussurea ugoensis）は、キク科トウヒレン属の多年草。

## 特徴
茎は直立またはやや斜上する。茎の高さは35-110cmになり、上部で1-3回分枝し、褐色の毛状突起がまばらにあり、幅1-2mmになる翼がある。花時には根出葉はふつう存在しない。葉は互生し、茎の下部につく葉はやや革質で、葉身は卵形から狭卵形または三角状卵形になり、長さ10-17cm、幅7-14cm、先は鋭尖頭で先端は尾状にとがり、基部は心形から深い心形、縁に粗い鋸歯があり、葉の表面と裏面の葉脈上に毛状突起がある。長さ10-25cmになる長い葉柄があり、ふつう葉柄の上半部に翼がある。茎の上部につく葉は小型になり、葉柄は短く、翼がある。
花期は8-9月。頭状花序は散形状に3-6個が密集してつき、花柄は4-7mmと短く、鋭角的に伸びる。総苞は緑色で、長さ10-17mm、径8-15mmになる筒形から鐘形、総苞片は6列あり、片先は斜上・開出し、外片は長さ13mmの狭卵形になり、先は短く反曲する。総苞にまばらにくも毛があり、基部に苞葉が2-3個あり、長さ10-25mmの狭卵状披針形で葉状になる。頭花は筒状花のみからなり、花冠の長さは11-12mm、色は淡紅紫色から白色になる。果実は痩果で、未熟な痩果は長さ5mmになり紫色をおびる。冠毛は2輪生で、落ちやすい外輪は長さ3mm、花後にも残る内輪は長さ8mmになる。

## 分布と生育環境
日本固有種。本州の東北地方北部（焼石岳、秋田駒ヶ岳、真昼山地、鳥海山、丁山地）に分布し、高山帯の草原や灌木林の林縁に生育する。

## 名前の由来
ウゴトウヒレンは、「羽後塔飛廉」のことで、基準産地が秋田駒ヶ岳であり、旧国名の羽後国のトウヒレン（塔飛廉）であることから。
種小名 ugoensis は、和名と同じく、「羽後の」の意味。

## 分類
本種は、従来、東北地方南部に分布し、高山帯の草地に生育するミヤマキタアザミ Saussurea franchetii Koidz. - 絶滅危惧II類(VN)（2015年、環境省）と混同されてきた。神室山を基準産地とするカムロトウヒレン Saussurea sawae Kadotaとともに、2015年に門田裕一：アジア産トウヒレン属（キク科）の分類学的研究 VII．北海道産の 1 新種と本州産の 4 新種, The Journal of Japanese Botany, 『植物研究雑誌』Vol.90, No.3, pp.158-178, (2015)（国立科学博物館）によって独立種として命名記載された。
同誌では、カムイトウヒレン-Saussurea kenji-horieana、フカウラトウヒレン-Saussurea andoana、ショウナイトウヒレン-Saussurea shonaiensisも新種として記載された。

## ギャラリー

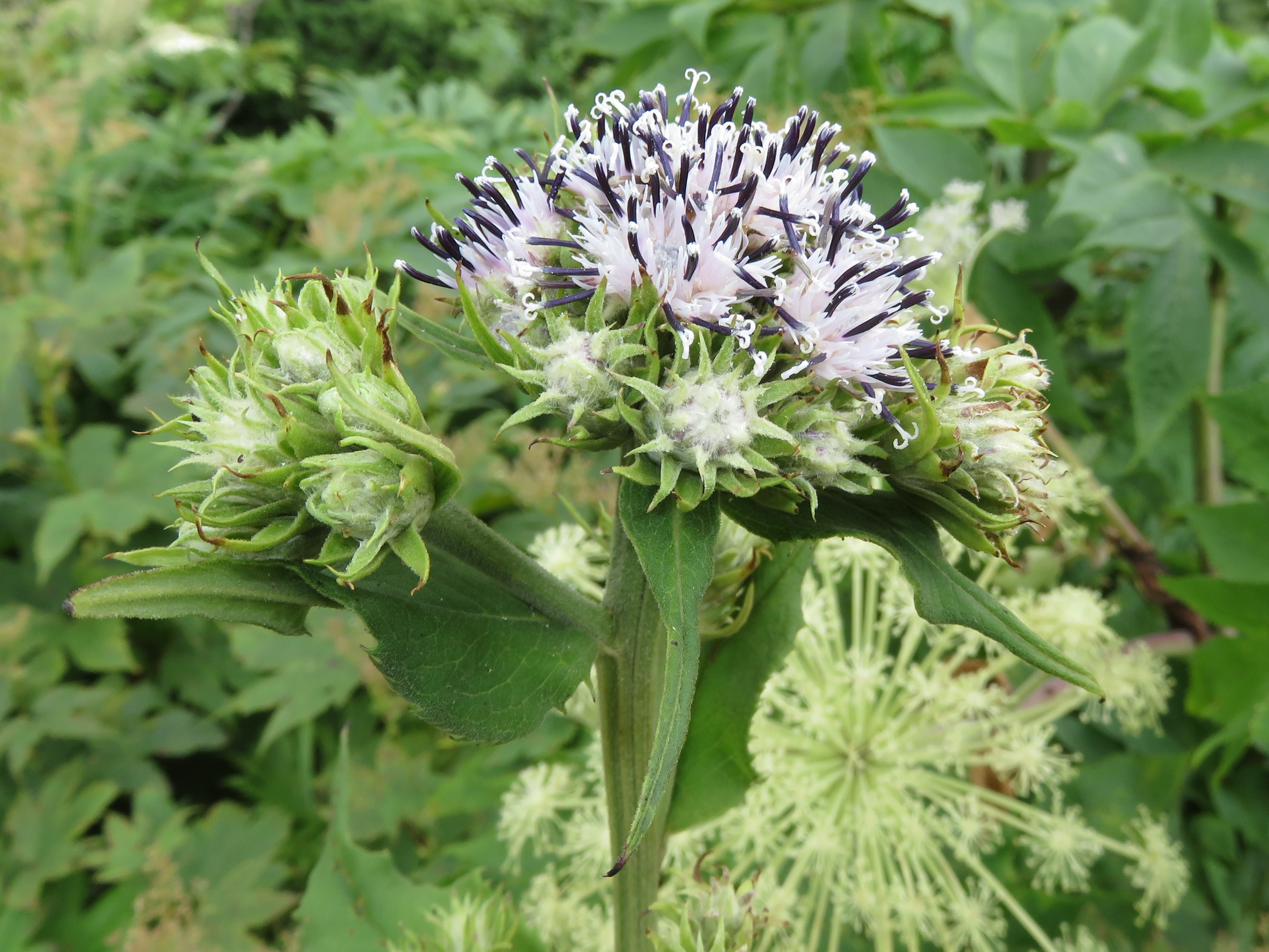
頭花は散形状に密につく。総苞にくも毛があり、総苞片は開出し先が短く反曲する。基部に苞葉があり長い。
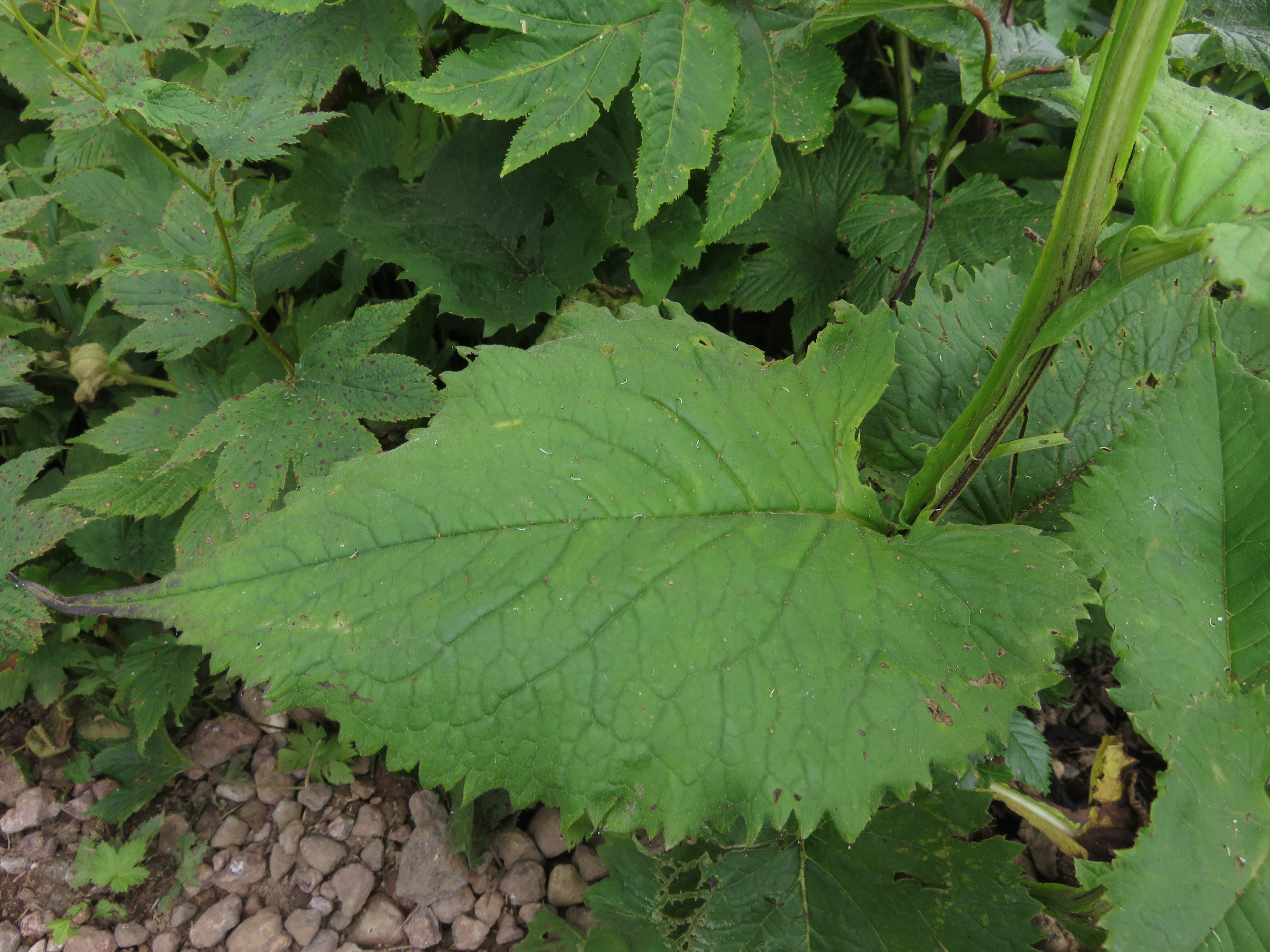
茎中部の葉。葉先は尾状にとがり、茎の翼が発達する。